# Стандарт за йерархия на файловата система
Стандартът за йерархия на файловата система (на английски: Filesystem Hierarchy Standard съкр. FHS) в базираните на Linux операционни системи определя структурата на йерархията на директориите, както и съдържанието на файловете в тях. Стандартът е установен и разширен за файловата система на операционната система BSD. Файловата система се поддържа от Linux Foundation с текуща версия 2.3, която е обявена през 2004 г.

## Структура на директориите
Основната директория в Linux се нарича root и е маркирана с наклонена надясно черта /. Тази директория съдържа всички други директории, които съставляват цялата система.